# Wallace Jones
Pour les articles homonymes, voir Wallace Jones (homonymie) et Jones.
Wallace Jones (né en 1906, mort en 1983) est un trompettiste américain de jazz. Il est surtout connu pour sa participation à l'orchestre de Duke Ellington.

## Biographie
Jones commence sa carrière à Baltimore en 1930 en jouant dans des groupes de sa région dont l'orchestre Harmony Birds de Ike Dixon puis celui de Percy Glascoe, le Kit Kat Orchestra. Jones s'installe à New York au milieu des années 1930 et entre dans l'un des meilleurs orchestres à cette période, celui du batteur Chick Webb. En 1936 il rejoint l'orchestre de Willie Bryant.

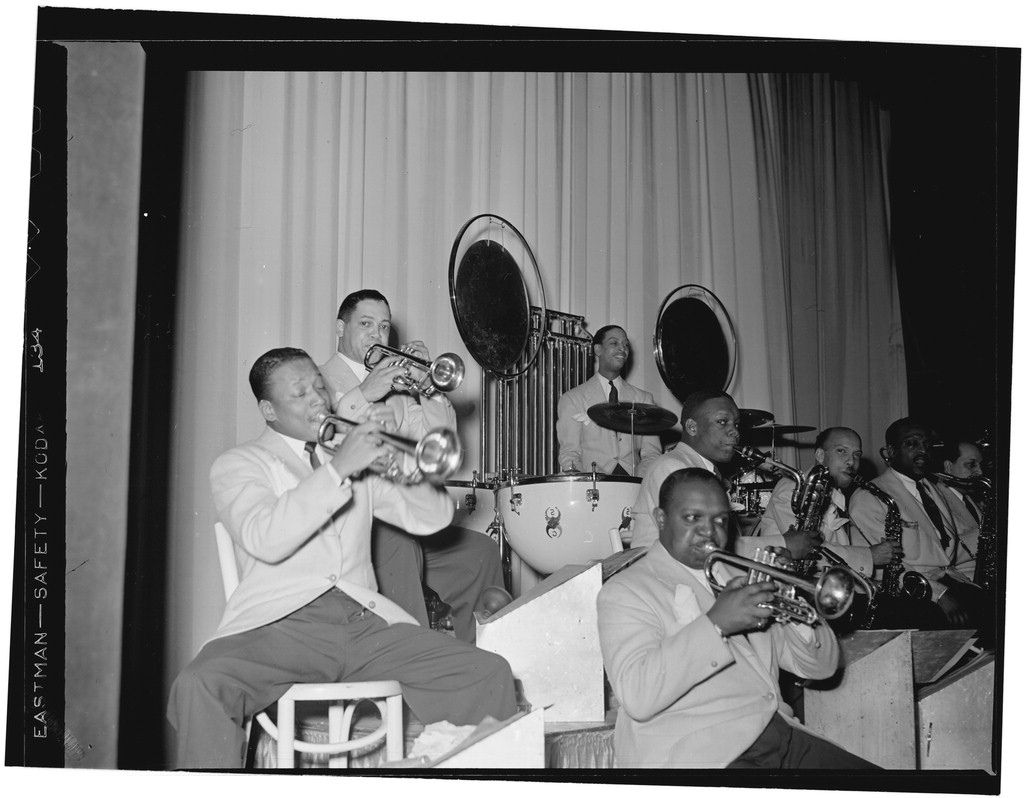
Wallace Jones (deuxième à partir de la gauche) avec l'orchestre de Duke Ellington en 1941.

Alors qu'il joue encore avec Bryant, le pianiste et chef d'orchestre Duke Ellington le contacte en février 1938 pour l'intégrer à son ensemble en tant que quatrième trompettiste en remplacement de Arthur Whetsol alors en convalescence. Jones quitte l'orchestre d'Ellington vers le début de l'année 1944.
Il entre ensuite dans l'orchestre de Benny Carter puis travaille avec Snub Mosley.
Jones réintègre quelques semaines l'orchestre de Duke Ellington au début de l'année 1947 puis est engagé dans le sextette du contrebassiste John Kirby.
Peu de temps après, il abandonne définitivement la musique pour devenir entrepreneur dans le domaine des pompes funèbres.
Pendant sa période avec Ellington, il est essentiellement musicien de pupitre, se concentrant sur son rôle de meneur de la section de trompettes (« premier trompette »). On peut néanmoins l'entendre de temps à autre exposer une mélodie ou prendre un rare solo, comme dans « Serenade to Sweden » de 1939. qn.

## Discographie
- Wallace Jones avec Chick Webb 1936 vol.2 the chronological Classics 517
- Wallace Jones avec Duke Ellington 1938 vol.18 the chronological Classics 700
- Wallace Jones avec Duke Ellington 1938 vol.19 the chronological Classics 717
- Wallace Jones avec Duke Ellington 1938 vol.20 the chronological Classics 726
- Wallace Jones avec Duke Ellington 1938-39 vol.21 the chronological Classics 747
- Wallace jones avec Duke Ellington 1939 vol.22 the chronological Classics 765
- Wallace Jones avec Duke Ellington 1939 vol.23 the chronological Classics 780
- Wallace Jones avec Duke Ellington 1939-40 vol.24 the chronological Classics 790
- Wallace Jones avec Duke Ellington  1940 vol.25 the chronological Classics 805
- Wallace Jones avec Benny Carter 1943-46 the chronological Classics 923
- Wallace Jones avec John Kirby 1947 vol.5 the chronological Classics